# プロイセン王国

プロイセン王国
Königreich Preußen (ドイツ語)

国歌: Borussia（ラテン語）
ボルシア
（1820–1830年）

Preußenlied（ドイツ語）
プロイセンの歌
（1830–1840年）

王室歌: Heil dir im Siegerkranz（ドイツ語）
国王陛下万歳（皇帝陛下万歳）

ドイツ帝国成立時点のプロイセン王国領（赤）

| 先代 | 次代                                                                           |
| --- | ------------------------------------------------------------------------------ |
| プロイセン公国 ブランデンブルク辺境伯領 ポーランド・リトアニア ヴェストファーレン王国 神聖ローマ帝国 ダンツィヒ ポズナン大公国 ポメラニア ザクセン王国 ヘッセン選帝侯国 ハノーファー王国 ナッサウ公国 シュレースヴィヒ公国 ホルシュタイン公国 ザクセン＝ラウエンブルク | ワルシャワ公国 ヴェストファーレン王国 ダンツィヒ 北ドイツ連邦 プロイセン自由州 |
プロイセン王国（プロイセンおうこく、ドイツ語: Königreich Preußen）は、ホーエンツォレルン家の君主が統治したヨーロッパの王国である。現在のドイツ北部からポーランド西部にかけてを領土とし、首都はベルリンにあった。

## 概要
プロイセン王国は、18世紀から20世紀初頭にかけて栄えた。その前身は1660年のオリヴァ条約でポーランド王国の封土の地位から独立したプロイセン公国、および神聖ローマ帝国の領邦であるブランデンブルク辺境伯領である。1701年1月18日、ブランデンブルク選帝侯・プロイセン公フリードリヒ3世はケーニヒスベルクにおいてプロイセン王として戴冠し、初代プロイセン王フリードリヒ1世となった。1871年のドイツ統一（ドイツ帝国成立）によって形式的な国家になったものの、以降も実質的にドイツを支配した。
1918年の第一次世界大戦敗戦および共和国宣言に伴い、第9代プロイセン国王兼第3代ドイツ皇帝ヴィルヘルム2世が退位するに至って終焉した。退位後の王国領は大半がプロイセン自由州として成立した。
王国はユーラシア大陸西部にあり、北をバルト海に接する丘陵地帯に誕生した。領土は、現在のドイツ北部、ポーランド北部、カリーニングラード州（当時は東プロイセン）、ユトランド半島からなるが、領土のあちこちに穴があり、埋め合わせることは困難だった。ヴァイクセル川下流域を境とする北東部は東プロイセンと呼ばれ、東方植民によるドイツ人入植地としては事実上の北限であった。

## 国名
バルト海沿岸の地域をドイツ語でプロイセン（独: Preußen）と呼んだことから、これが国名になった。プロイセンはそれぞれの言語で、英: Prussia、仏: Prusse、プロシア語: Pruqsasとなる。
日本語での表記は、ドイツ語に由来する「プロイセン」のほか、英語に由来する「プロシア」や「プロシャ」がある。漢字による表記では、普魯西と表記され、「普」「普国」と略される。なお、明治時代には孛漏生の字も当てられた。「孛」「孛国」と略されて、江藤新平が漢詩にこの字を用いている。
プロイセンという名称は、ケーニヒスベルクを含むバルト海沿岸に住んでいた先住民族プルーセン人に由来する。プルーセン人は13世紀頃にドイツ騎士団に征服され、その文化や民族意識は消滅したが、その後ドイツ騎士団が作った国をプロイセンと呼ぶようになった。ケーニヒスベルクは現在までプロイセン王国の故地とみなされている。

## 歴史

### 王国の誕生
プロイセン王国の基幹となるブランデンブルク選帝侯領とプロイセン公国がヨーハン・ジギスムントの下で同君連合となったのは1618年のことであった（ブランデンブルク＝プロイセン）。オランダ総督との姻戚関係によって威勢を増したフリードリヒ・ヴィルヘルム大選帝侯は、大洪水時代（ポーランド・スウェーデン戦争）の北方戦争で両国の間で政治的にうまく立ち回った。1657年のヴェーラウ条約および、1660年のポーランドとスウェーデンとの間で締結されたこの戦争の講和条約であるオリヴァ条約によって、プロシア公領はポーランド、スウェーデンの宗主権から解放された。これによってその子フリードリヒ3世は「プロイセンにおける王」を名乗ることができたのである。
ブランデンブルク選帝侯フリードリヒ3世は1701年1月18日、ケーニヒスベルクにおいて戴冠し、プロイセン王国の初代君主フリードリヒ1世となった。目前に迫ったスペイン継承戦争のために兵力を集めていた神聖ローマ皇帝レオポルト1世は、8,000の兵を援軍として派遣することを条件に、フリードリヒの王号を認めたのである。しかし1700年11月16日に結ばれたこの王冠条約が認めた称号は、神聖ローマ帝国の領域外の「プロイセンにおける王」（König in Preußen）に過ぎず、「プロイセン国王」（König von Preußen）という王号ではなかった。それでもバロックの時代における王という称号の魅力はとても大きく、フリードリヒ1世が帝国内外のあちこちに散らばった世襲領の臣下たちの心を1つにまとめることに成功したことは確かであった。
フリードリヒ1世はユグノーに影響されてルイ14世に倣った華美な生活を愛した。そのため彼の浪費は常に国庫を圧迫し続けた。王は教養人でもあり芸術と科学のアカデミーを設立、シャルロッテンブルク宮殿を造営し、ベルリンを開拓地から「シュプレー河畔のアテネ」と呼ばれる文化都市に作り変えた。プロイセン科学アカデミーの初代院長はライプニッツである。またこのころ彫刻家アンドレアス・シュリューター（Andreas Schlueter）がフリードリヒ・ヴィルヘルム大選帝侯の騎馬像を制作している。プロイセンは農業が衰え工業化が進んだ西欧諸国とは異なり、ユグノーとユンカーが運営する大規模農業が存続した。彼らは西欧諸国に農産物を大量に輸出して王国を繁栄させた。
この頃、プロイセン王国の領域は、ホーエンツォレルン家の世襲したブランデンブルク選帝侯国（厳密な意味ではブランデンブルクその他の帝国内の領地は王国には含まれない）と旧プロイセン公国、そのほか若干の各地に散らばったいくつかの小さな領地を合わせたものだった。これらばらばらの領土は防衛に不利なこと甚だしく、プロイセンを守ることはすなわち、これらをつなぎ合わせるための不断の膨張を意味していた。歴代の国王は地理的な統合を求めて相続・侵略を繰り返していくことになる。

### 軍国プロイセンの発展
フリードリヒ1世は1713年に死去し、フリードリヒ・ヴィルヘルム1世が即位する。彼は「兵隊王」とあだ名され、プロイセン王国を強大な軍事国家にした。彼は財政を切り詰め、徴兵制を導入して軍隊を強化した。またペストによって人口の減少した東プロイセンに、フランスから亡命してきたユグノーたちを有利な条件で誘致したり、輸出入を管理して国内産業の保護に努めたりした。1720年に大北方戦争の終結によって結ばれたストックホルム条約で、プロイセンは前ポンメルン、ウーゼドム島、ヴォリン島などを獲得している。1727年にザルツブルク大司教フィルミアン男爵レオポルド・アントン・エロイテリウスが始めた新教徒迫害（de:Salzburger Exulanten）は1731年から1733年には最高潮に達し、東プロイセンへの追放者約2万人を受け入れたため、王国は繁栄にむかった。国王が宮廷費を削減し、産業の発展に注ぎ込んだために、王国の産業は大きく発展した。
「大王」フリードリヒ2世は即位した1740年に多くの啓蒙主義的な改革を行った。拷問の廃止・宗教寛容令・アカデミー復興・新聞の創刊を実現し、ベルリンはユグノーらと栄えた。王立銀行（後のプロイセン銀行）も彼が創設した。ここの頭取をカール・テオフィル・ギシャールが務めた。兵隊王の残した軍隊はさらに増強され、豊かなシュレージエンを侵攻、オーストリア継承戦争と七年戦争という2度の苦しい戦いを耐え抜き、1763年のフベルトゥスブルク条約でシュレージエンの領有が確定する。1772年にポーランド分割により西プロイセン、エルムラント、ネッツェを獲得し、大王の治世の間にプロイセン王国の領土と人口は約2倍に、常備軍は22万になった。プロイセン王はもはや誰はばかることなく「プロイセン国王」（König von Preußen）を名乗ることができた。王立印刷局（ドイツ連邦印刷局の前身）が初めて創設され、ボン大学、ミュンスター大学など学術機関の拡充も進んだ（ドイツの大学一覧）。
大王の後を継いだ甥のフリードリヒ・ヴィルヘルム2世の時代もプロイセン王国は成長を続けた。米独立戦争後の1791年、アンスバッハ＝バイロイト辺境伯のカール・アレクサンダーに終身年金を与え、その領土を譲り受けた。フリードリヒ・ヴィルヘルム2世は受領と管理のためにカール・アウグスト・フォン・ハルデンベルクを責任者として赴任させた。ユグノーらの投資がきっかけとなった1792年と1795年の2度のポーランド分割によって、ダンツィヒ、トルンおよび新東プロイセンと南プロイセンもその版図に加えた。1789年にはラングハンスが王の命により、ギリシャの列柱門を模したブランデンブルク門をベルリンに建設している。

### 危機と改革の時代
しかし続くフリードリヒ・ヴィルヘルム3世の時代はプロイセンにとって危機の時代だった。消極的で優柔不断な国王は暗愚にして軍隊は旧態依然、意気揚がるナポレオン軍にかなうはずもなく、1807年のティルジット条約によってエルベ川以西の領土は全て失われ、領土と人口は約半分になった。王妃ルイーゼはこのとき優柔不断な国王を激励し、自らもナポレオンと会談するなどしてプロイセンの存続に尽力したため、非常な尊敬を集めた。危機は改革を呼び、シャルンホルストやグナイゼナウ、クラウゼヴィッツが軍制改革を、シュタインに続いてハルデンベルクが自由主義的改革によって農民解放、行政機構の刷新を行った (プロイセン改革)。
フランスによる支配はドイツ人に民族としての自覚を生み、フランスからの解放者としての役割をプロイセンに求める人々が現れた。芸術はロマン主義の時代に入り、クライストやフィヒテのような熱狂的愛国者がナショナリズムを鼓吹したため、ドイツ統一を目指す運動が始まったが、プロイセンはまだそのような一部の自由主義者の理想とは程遠かった。これはオランダに似て、これまでのプロイセンに他国の移民や亡命者を受け入れる文化があったためである。

### 復古と反動の時代
1812年、プロイセンはユダヤ人に市民権を与えた。この年ナポレオンのロシア遠征軍で最左翼に参加していたプロイセン軍であったが、12月30日に国王の許諾なくロシア軍と協定し寝返った。ブリュッヘル将軍は1815年のワーテルローの戦いでナポレオンを破り、プロイセンは再び大国となる。同年のウィーン会議でプロイセンは、かつてポーランド分割で獲得した領土の一部を事実上ロシアに譲ることになったものの、ティルジット条約以前の領土に加えてザクセン王国の北半分、ヴェストファーレン、ラインラントを獲得し、人口は1,000万に達した。同年にはドイツ連邦にも加盟し、盟主であるオーストリア帝国とその勢力を二分した。
しかしこの時代はプロイセンにとって精神的な停滞を招く反動の時代だった。ロシア・オーストリアと結んだ神聖同盟によって、1815年におこったブルシェンシャフト運動などの自由主義的潮流は弾圧され、1819年のカールスバート決議の後、エルンスト・モーリッツ・アルントやシュライエルマッハーは追放、体操の父フリードリヒ・ルートヴィヒ・ヤーンは逮捕された。
1817年、ロンドンで世界初ポンド建て5％利付国債を発行した。このころコッカリル兄弟の羊毛紡績工場が誘致された。さらに駅馬車の交通網が発達して時刻表が発行されるようになった。1818年、ロスチャイルドの勧告により王有地を担保として再びロンドンで5％国債を額面の72％で50万ポンド発行した。この年に蒸気船がブランデンブルクの運河を航行し始めた。1837年にベルリンにはボルジッヒ鉄工所が建設され、1838年9月21日にはポツダム・ツェーレンドルフ間に鉄道が開通した。1834年のドイツ関税同盟はプロイセン中心のドイツ経済圏を形成した。産業は飛躍的に発展し、農業国だったプロイセンの工業化が進んだ。

### 立憲体制へ
1848年革命の前夜の1845年と1847年、ヨーロッパは不作と金融危機に襲われた。ベルリンはじめ各都市では市民暴動が多発するようになった（じゃがいも革命）。折しもドイツでは自由主義者の活動が活発になっていたが、経済危機の中でそれは増幅された。こうした中、1847年2月に国王フリードリヒ・ヴィルヘルム4世は勅令を出して第一回プロイセン連合州議会を召集した。これは8州の議会の三身分会（騎士・都市・地方自治体の代表者）と領主会（王族、侯爵、伯爵の代表者）をベルリンへ集めた身分制議会であった。
1848年2月にはフランスで2月革命が発生。それがドイツにも波及する形で3月にはベルリンで3月革命が発生した。市民軍と国王軍の衝突が発生する中、国王は自由主義者と妥協する道を選び、軍をベルリンから退去させてルドルフ・カンプハウゼンを首相、ダーフィト・ハンゼマンを蔵相とする初の自由主義政府を誕生させた。自由主義内閣はプロイセン憲法制定議会としてプロイセン国民議会を設置したが、1848年夏以降革命の機運はヨーロッパ中で衰退へ向かった。11月にはプロイセンでも保守派のフリードリヒ・ヴィルヘルム・フォン・ブランデンブルク伯爵が首相に就任し、革命弾圧が本格化した。ベルリンは再び軍によって占領され、プロイセン国民議会は休会させられた。
同時に国王は自由主義派のガス抜きのために自由主義的な内容を含む欽定憲法を発布し、この憲法によって議会が設立されることになった。数度の憲法改正を経て、1855年までには25歳以上の男子国民による三級選挙権制度に基づく衆議院と世襲議員と終身勅任議員で構成される貴族院の二院制の議会が確立された。
1849年にはドイツ諸国の自由主義的ドイツ愛国者たちが集うフランクフルト国民議会がプロイセン国王に帝位を捧げようとしたが、フリードリヒ・ヴィルヘルム4世は自由主義による下からの統一を嫌って戴冠を拒否した。これに反発する革命派がドイツ各国で蜂起したが、国王は皇太弟ヴィルヘルム王子を司令官とする鎮圧軍を派遣しつつ、自由主義者のガス抜きのために自由主義右派ヨーゼフ・フォン・ラドウィッツ中将の構想を採用して、5月26日にザクセン王、ハノーファー王とともに三王同盟を結んで、小ドイツ主義のエアフルト憲法とエアフルト連合議会を創設した。しかしドイツ連邦を維持したいオーストリアとの対立を招き、ヘッセン選帝侯国で起きた革命の鎮圧をめぐる普墺の対立でロシアがオーストリアを支持する介入をしたことで、国王は連合構想を諦め、11月2日にラドウィッツを外相から罷免。後任の新首相・外相オットー・テオドール・フォン・マントイフェルはオーストリアとオルミュッツ協定を結んだ。これは一般にオーストリアへの完全屈服とされ、「オルミュッツの屈辱」と呼ばれた。

### ドイツ帝国の盟主

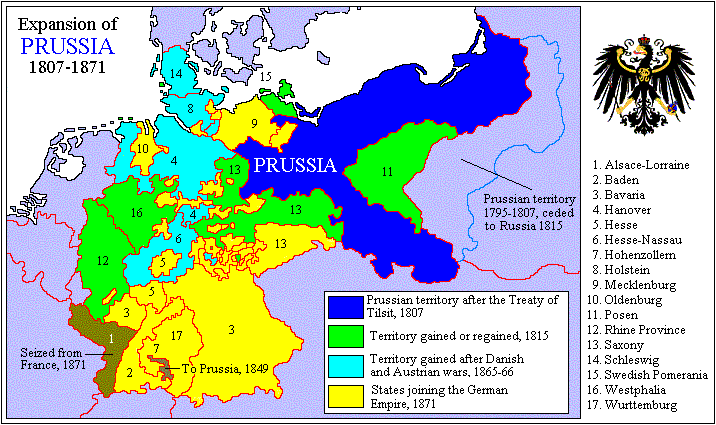
プロイセンの領土拡大

西欧諸国がアメリカ大陸へ進出すると、アメリカでより大規模な農業が展開された影響を受け、プロイセンの農業は衰退していった。さらに南北戦争以降、西部地域（ルール地方・ラインラント等）に工業地帯が形成され、職を求める人々の西部地域への大規模な人口移動（オストフルフト）が発生し、東部地域（東プロイセン・西プロイセン・ポンメルン・ポーゼン・シュレージエン）の人口減少が起きた。東部のシュレージエン地方には1840年代から付近の炭鉱・鉱山を活用した工業地帯が既に形成されており、王立印刷局も1851年からプロイセン紙幣を発行しはじめたが、人口流出を食い止める大きな力にはならなかった。東部地域では特に産業全般に、ロシア帝国支配下のポーランドからのカトリック教徒の出稼ぎ労働者が流入した。
1860年にヴィルヘルム1世が即位した当時、議会では自由主義勢力が伸長しており、国王の軍に対する最高指導権さえ否定されて、退位寸前に追いやられたほどだった。しかしパリ駐在プロイセン大使であったビスマルクが呼び戻されて宰相となり「鉄血政策」を唱えると、保守派が勢力を盛り返し、プロイセンは再び軍事力による大国化へと進んだ。
外交官のフリードリヒ・アルブレヒト・ツー・オイレンブルクは艦隊を編成して中国、シャム王国、日本などアジア方面へも遠征し、1861年には江戸幕府と日普修好通商条約を締結した。
1864年、首相に任命されたオットー・フォン・ビスマルクはオーストリア帝国と共にデンマークに宣戦布告する。この戦争はプロイセンの勝利に終わる（第二次シュレースヴィヒ＝ホルシュタイン戦争）。そしてその2年後の1866年、オーストリアに戦争を仕掛け（普墺戦争）、プロイセン王国は勝利した。それと同時にドイツ統一の主導権も獲得した。プロイセン王国はその後、工業力、軍事力ともに発展していった。
1870年から1871年までの普仏戦争では、参謀総長大モルトケらが活躍し、エルザス＝ロートリンゲン（フランス語ではアルザス＝ロレーヌ）をナポレオン3世率いるフランスから奪取し、パリへも入城した。1871年1月18日にヴェルサイユ宮殿で、プロイセン国王ヴィルヘルム1世がドイツ諸侯に推戴される形で皇帝となり、ドイツ帝国が成立。ここにドイツ統一がなされた。ヴィルヘルム1世はプロイセン王とドイツ皇帝を兼ねた。

### 解消
この後、プロイセン王国はドイツ帝国の中に組み込まれ、帝国の盟主でありながら国家としての意識を徐々に失っていく。プロイセン王国民もプロイセン人であるよりも、むしろドイツ帝国臣民であることを誇るようになり、プロイセンの独自の気風は忘れられていった。フリードリヒ3世は「百日皇帝」と呼ばれ、ヴィルヘルム2世にいたってはプロイセン王を名乗ることはほとんどなく、単に「カイザー（Kaiser）」とのみ呼ばれるようになる。1918年のドイツ革命による帝国の解体とともにプロイセン王国も王政が廃止され終焉したが、それ以前にプロイセンと呼ぶべき存在はほとんど滅び、エルベ川以東の古いユンカーやプロイセン軍人たちの意識にわずかに保たれていたに過ぎなかった。ヴァイマル共和政下でプロイセン王国の領土はプロイセン自由州として成立したのの、ナチス・ドイツ時代にナチ党の地方単位である大管区が事実上の地方行政単位となり、プロイセン自由州は有名無実となった。
第二次世界大戦敗戦の結果、プロイセン自由州の大部分（1815年以前のプロイセン王国領のほぼ全域）はソ連とポーランドに割譲され、1947年2月25日の連合国による解体指令（法令第46号）を以て、名実ともに完全消滅した。

## 政治
プロイセンは、封建制度の国家である。地主貴族のユンカーは大規模な農業を展開した。この時代においてユンカーは支配階級に当たり、多くの政治家や軍人を輩出した。その例が宰相のビスマルクである。また、1850年からは立憲君主制になり、国王のフリードリヒ・ヴィルヘルム4世は憲法を発布した。その後、議会の勢力は増し、宰相ビスマルクは鉄血政策を唱えた。それによってプロイセンはドイツ連邦の盟主としてドイツ統一を成し遂げ、ドイツ帝国の基礎を作り上げた。しかし、これまでのプロイセンの自由な文化と伝統を崩し、ドイツナショナリズムを唱えたビスマルクはナチス・ドイツの土壌を築いたとも言える。これが、プロイセン王国とドイツ帝国の政治の大きな違いである。

### 歴代プロイセン首相
太字の人物はドイツ帝国宰相を兼任
1. ヨハン・カジミール・コルベ・フォン・ヴァルテンベルク（英語版）（1702年 – 1711年）
2. ハインリヒ・リュディガー・フォン・イルゲン（ドイツ語版）（1711年 – 1728年）
3. フリードリヒ・ヴィルヘルム・フォン・グルンプコウ（英語版）（1728年 – 1739年）
4. ハインリヒ・フォン・ポデヴィルス（ドイツ語版）（1739年 – 1749年）
5. ゲオルク・ディートロフ・フォン・アルニム＝ボイツェンブルク（ドイツ語版）（1749年 – 1753年）
6. カール・ヴィルヘルム・フォン・フィンケンシュタイン（英語版）（1749年 – 1777年）
7. フリードリヒ・アントン・フォン・ハイニッツ（英語版）（1777年 – 1802年）
8. フリードリヒ・ヴィルヘルム・フォン・アルニム＝ボイツェンブルク（ドイツ語版）（1786年 – 1798年）
9. クリスチャン・フォン・ハウクヴィッツ（Christian von Haugwitz）（1802年 – 1804年4月）
10. カール・アウグスト・フォン・ハルデンベルク（1804年4月 – 1806年2月）
11. クリスチャン・フォン・ハウクヴィッツ（1806年2月 – 11月）
12. カール・フリードリヒ・フォン・バイメ（Carl Friedrich von Beyme）（1806年11月 – 1807年4月26日）
13. カール・アウグスト・フォン・ハルデンベルク（1807年4月26日 – 7月14日）
14. ハインリヒ・フリードリヒ・フォン・シュタイン（1807年10月3日 – 1808年11月24日）
15. カール・フリードリヒ・フェルディナント・アレクサンダー・フォン・ドーナ＝シュロビッテン（Karl Friedrich Ferdinand Alexander von Dohna-Schlobitten）（1808年11月24日 – 1810年6月4日）
16. カール・アウグスト・フォン・ハルデンベルク（1810年6月4日 – 1822年6月）
17. オットー・カール・フリードリヒ・フォン・フォス（Otto Karl Friedrich von Voss）（1822年6月 – 1823年6月30日）
18. カール・フリードリヒ・ハインリヒ・フォン・ヴューリヒ・ウント・ロットゥム（Carl Friedrich Heinrich Graf von Wylich und Lottum）（1823年6月30日 – 1841年2月14日）
19. ルートヴィヒ・グスタフ・フォン・ティーレ（Ludwig Gustav von Thile）（1841年3月9日 – 1848年3月19日）
20. アドルフ・ハインリヒ・フォン・アルニム＝ボイツェンブルク（Adolf Heinrich von Arnim-Boitzenburg）（1848年3月19日 – 3月29日）
21. ルドルフ・カンプハウゼン（1848年3月29日 – 6月25日）
22. ルドルフ・フォン・アウエルスヴァルト（Rudolf von Auerswald）（1848年6月25日 – 9月21日）
23. エルンスト・フォン・プフェル（1848年9月21日 – 11月1日）
24. フリードリヒ・ヴィルヘルム・フォン・ブランデンブルク（Friedrich Wilhelm von Brandenburg）（1848年11月2日 – 1850年11月6日）
25. オットー・テオドール・フォン・マントイフェル（Otto Theodor von Manteuffel）（1850年12月19日 – 1858年11月6日）
26. カール・アントン・フォン・ホーエンツォレルン＝ジグマリンゲン（1858年11月6日 – 1862年3月12日）
27. アドルフ・ツー・ホーエンローエ＝インゲルフィンゲン（1862年3月12日 – 9月23日）
28. オットー・フォン・ビスマルク（1862年9月23日 – 1873年1月1日）
29. アルブレヒト・フォン・ローン（1873年1月1日 – 11月9日）
30. オットー・フォン・ビスマルク（1873年11月9日 – 1890年3月20日）
31. レオ・フォン・カプリヴィ（1890年3月20日 – 1892年3月23日）
32. ボート・ツー・オイレンブルク（1892年3月23日 – 1894年10月29日）
33. クロートヴィヒ・ツー・ホーエンローエ＝シリングスフュルスト（1894年10月29日 – 1900年10月17日）
34. ベルンハルト・フォン・ビューロー（1900年10月17日 – 1909年7月14日）
35. テオバルト・フォン・ベートマン・ホルヴェーク（1909年7月14日 – 1917年7月16日）
36. ゲオルク・ミヒャエリス（1917年7月16日 – 12月2日）
37. ゲオルク・フォン・ヘルトリング（1917年12月2日 – 1918年10月3日）
38. マクシミリアン・フォン・バーデン（1918年10月3日 – 11月9日）

### 議会
1848年の欽定憲法及び1850年の欽定憲法修正憲法によりプロイセン議会が設置された。衆議院と貴族院の二院制であり、衆議院は25歳以上の男子国民を対象に三級選挙権制度による選挙で選出された議員から成る民選議院だった。貴族院は世襲議員・終身勅選議員から成る非公選議院だった。

## 軍事

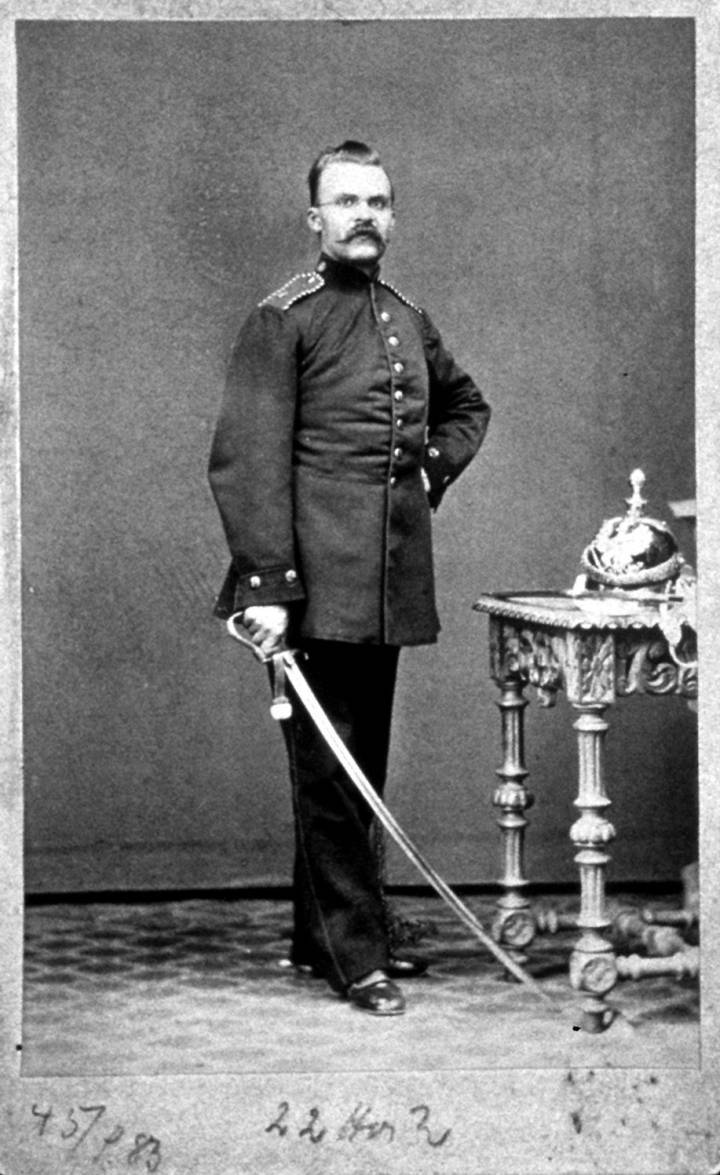
1868年当時の制服とサーベル。フリードリヒ・ニーチェが除隊する際に撮影

上述のようにプロイセン王国は強力な軍事国家であった。フリードリヒ・ヴィルヘルム1世は宮廷費削減から出た余剰金の大半を軍隊強化に使った。その結果、プロイセンの軍事力は大幅に拡大し、公国時代にスウェーデン領だったオーデル川右岸、カミン侯領を奪取、その後はフリードリヒ2世治下でオーストリア継承戦争・七年戦争・ポーランド分割により領土を拡張し、プロイセンは軍国化が進んだ。また、フリードリヒ・ヴィルヘルム1世は身長2m超の兵隊を集めて巨人連隊を編成し、宮廷の庭を壊して練兵場を作ったほど軍隊に対して積極的だった。
フリードリヒ・ヴィルヘルム大選帝侯が常備軍に設けた「兵站幕僚」は、王国時代にプロイセン参謀本部へと発展し、のちに各国の参謀本部の模範とされた。
陸軍国家の印象が大きいプロイセンであるが、1848年に成立した海軍も保有していた。1854年に海軍大将に任命された王族のハインリヒ・ヴィルヘルム・アーダルベルトは、プロイセン海軍の成立に貢献した。しかし、プロイセン艦隊には特に大きな戦艦はなく、プロイセン海軍は弱小だった。
『戦争論』を著したカール・フォン・クラウゼヴィッツもプロイセン時代の将軍である。
当時在学中のフリードリヒ・ニーチェは一年志願兵として砲兵師団へ志願入隊したが、落馬事故による大怪我と強度の近眼のため除隊し、招聘されたバーゼル大学で哲学者への道を歩み始める。

## 地方行政
プロイセン王国は12の州（Provinz）から成り立っており、州は最大の地方行政単位である。長官は州総督（Oberpräsident）で州の行政に対する全責任を負い、内務大臣に直属する。単に国家行政のみならず、州内の地方自治体をも管理し、プロイセンの大臣を除いて最も政治的に重要な地位にある。各州はシュレースヴィヒ＝ホルシュタイン州を除いて2つ以上の県（Regierungsbezirk） に分かれ、全プロイセンに34県（1906年以降35県）が存在する。県知事（Regierungspräsident）は純粋に中央政府の行政官であり、地方自治体とは無関係である。県の全般にわたる重大な行政は県知事と県の上級参事官（Oberregierungsrat）、参事官（Regierungsrat）によって構成される委員会（Kollegium）で討論され、独裁されずに議論により集団的に決定される。県知事は県の一般行政を担当し、県の官吏に対して賞罰権をはじめとする個人的な権威をもち、県およびその部局の決定に対して拒否権をもち、とくに郡長（Landrat）を監督した。郡長は郡議会の推薦者を王が任命し、国家行政の上では直接には県知事の、最後は州総督の監視下におかれる。彼は地方自治に関する問題では地方住民と密接な関係があり、その代表者でもある。しかしまた内相によって派遣された中央政府の役人としては、郡の自治体を監視し、警察、軍隊関係の事務処理、国家の直接税徴収などにあたる。
| 日本語名                       | ドイツ語名                        | 州都                                             | 備考 |
| ------------------------------ | --------------------------------- | ------------------------------------------------ | --- |
| ブランデンブルク州             | Provinz Brandenburg               | ポツダム                                         | |
| 東プロイセン州                 | Provinz Ostpreußen                | ケーニヒスベルク（現ロシア領カリーニングラード） | |
| 西プロイセン州                 | Provinz Westpreußen               | ダンツィヒ（現ポーランド領グダニスク）           | |
| ポンメルン州                   | Provinz Pommern                   | シュテッティン（現ポーランド領シュチェチン）     | |
| シュレージエン州               | Provinz Schlesien                 | ブレスラウ（現ポーランド領ヴロツワフ）           | |
| ポーゼン州                     | Provinz Posen                     | ポーゼン（現ポーランド領ポズナン）               | ポーランド人の自治領であったポズナン大公国を廃止して1848年に設置。                                       |
| ユーリヒ＝クレーフェ＝ベルク州 | Provinz Jülich-Kleve-Berg         | ケルン                                           | 1822年廃止                                                                                               |
| ニーダーライン州               | Provinz Großherzogtum Niederrhein | コブレンツ                                       | 1822年廃止                                                                                               |
| ヴェストファーレン州           | Provinz Westfalen                 | ミュンスター                                     | |
| ザクセン州                     | Provinz Sachsen                   | マクデブルク                                     | 1815年にザクセン王国から割譲。割譲後のザクセン王国の領土からなる現在のザクセン州とは完全に領域が異なる。 |

更に1822年、ユーリヒ＝クレーフェ＝ベルク州とニーダーライン州は合併し、コブレンツを州都とするライン州（Rheinprovinz）が設置された。1829年には東プロイセン州と西プロイセン州を合併してケーニヒスベルクを州都とするプロイセン州（Provinz Preußen）が設置されたが、これは1878年に元へ戻された。1849年にはホーエンツォレルン家の遠戚が統治していたホーエンツォレルン＝ジグマリンゲン侯国とホーエンツォレルン＝ヘヒンゲン侯国を併合、両侯国を併せて州都をジグマリンゲンとするホーエンツォレルン州（Hohenzollernsche Lande）が設置された。
このほか、1866年の普墺戦争に勝利した後、プロイセンは獲得した新領土に以下の州を置いた。
| 日本語名                           | ドイツ語名                 | 州都                                              | 備考                                   |
| ---------------------------------- | -------------------------- | ------------------------------------------------- | -------------------------------------- |
| ハノーファー州                     | Provinz Hannover           | ハノーファー                                      | 旧ハノーファー王国                     |
| ヘッセン＝ナッサウ州               | Provinz Hessen-Nassau      | カッセル                                          | 旧ヘッセン選帝侯国およびナッサウ公国   |
| シュレースヴィヒ＝ホルシュタイン州 | Provinz Schleswig-Holstein | キール （1879年から1917年まではシュレースヴィヒ） | 旧シュレースヴィヒ＝ホルシュタイン公国 |

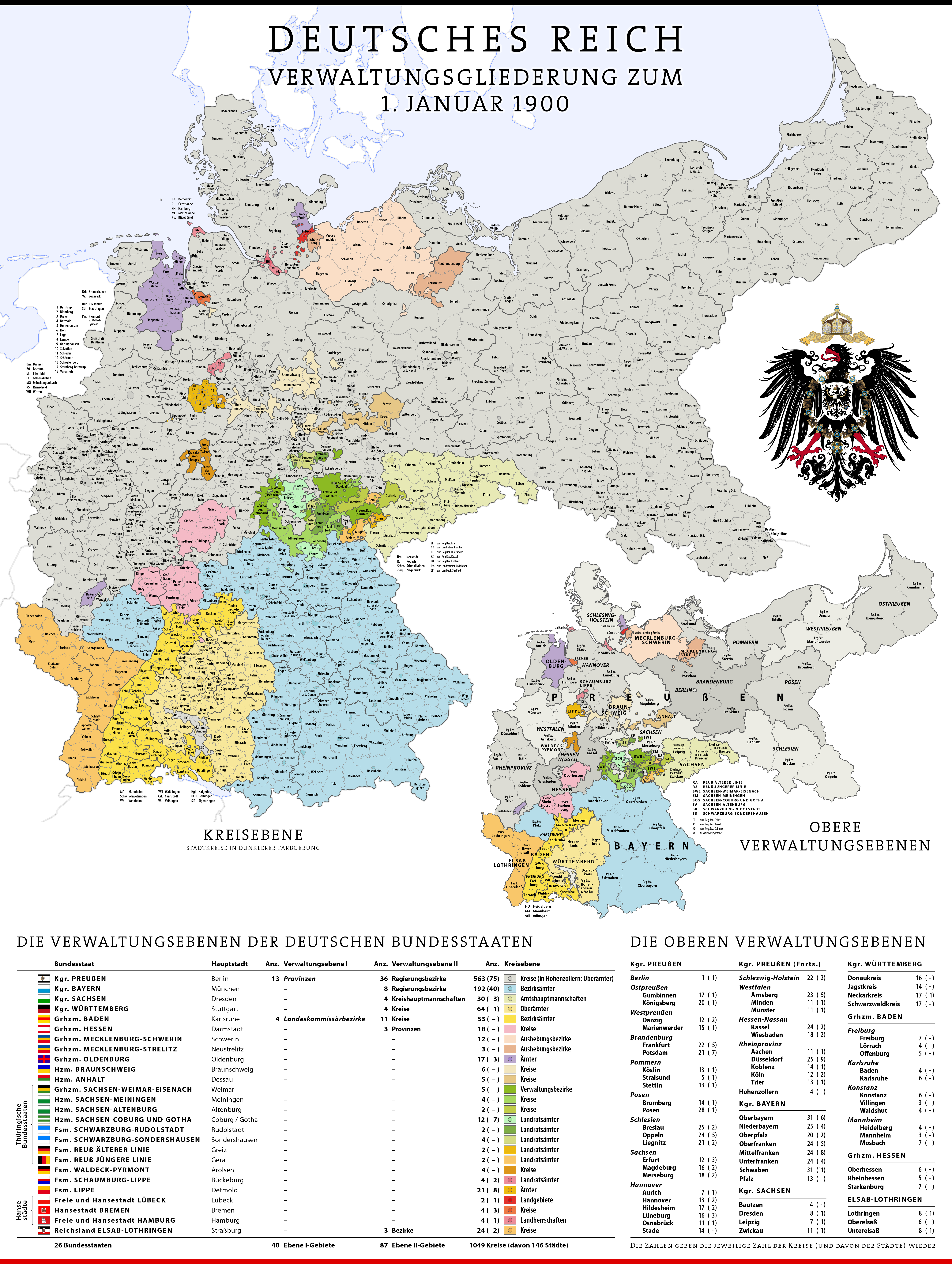

## 都市
下はプロイセン王国の主な都市である。現在ではロシア領やポーランド領に編入されたため、都市名が変わっている場合が多い。

### ブランデンブルク州
- ベルリン
- ポツダム
- フランクフルト・アン・デア・オーダー
- キュストリーン（コストシン・ナド・オドロン）

### 東プロイセン州
- ケーニヒスベルク（カリーニングラード）
- アレンシュタイン（オルシュティン）
- メーメル（クライペダ）
- ティルジット（ソヴィェツク）

### 西プロイセン州
- ダンツィヒ（グダニスク）
- マリーエンブルク（マルボルク）
- エルビング（エルブロンク）
- トルン（トルニ）
- ディルシャウ（トチェフ）
- グラウデンツ（グルジョンツ）
- シュナイデミュール（ピワ）

### シュレージエン州
- ブレスラウ（ヴロツワフ）
- リーグニッツ（レグニツァ）
- グローガウ（グウォグフ）
- グリューンベルク（ジェロナ・グラ）
- オペルン（オポーレ）
- グライヴィッツ（グリヴィツェ）
- ボイテン（ビトム）
- カトヴィッツ（カトヴィツェ）
- ケーニヒスヒュッテ（ホジューフ）

### ポンメルン州
- シュテティーン（シュチェチン）
- シュタルガルト（スタルガルト・シュチェチンスキ）
- コルベルク（コウォブジェク）
- ケスリーン（コシャリン）
- シュトルプ（スウプスク）

### ポーゼン州
- ポーゼン（ポズナン）
- ブロムベルク（ブィドゴシュチュ）
- グネーゼン（グニェズノ）

### ヴェストファーレン州
- ミュンスター
- ドルトムント
- パーダーボルン

### ライン州
- ケルン
- エッセン
- デュッセルドルフ
- デュースブルク
- ボン
- コブレンツ

## 住民
プロイセン王国の人口は、建国当時から消滅まで年々増加傾向にあった。そのプロイセンを形成する住民は殆どがドイツ人であり、元々プロイセン地域に住んでいたプルーセン人は少なかった。これは、13世紀頃にドイツ騎士団による東方植民によってプルーセン人がドイツ化され、人口が減少したからである。それでも、プルーセン人は少なからず住んでいた。
主要民族はドイツ人だが、東部のポーゼンおよびオーバー（上）シュレージエン地方にはポーランド人が農村部を中心に多数居住していた。王国が産業革命期になると彼らは職と高収入を求めて、ドルトムントなどといった王国西部の工業地帯の諸都市に大量に移住した（オストフルヒト）。また、東プロイセン南部の湖沼地帯（マズール地方）のマズール人（ポーランド人のうちのマズリア地方住民）・西プロイセン北部のカシューブ人等、スラヴ系の少数民族や、北部からのデンマーク人、先進諸国から迫害を受けて、自由を求めてプロイセンに亡命してきたイギリス人やフランス人なども居住していた。ベルリン・ブレスラウ・ケーニヒスベルクなどの大都市にはユダヤ人が多数居住した。財政は宮廷ユダヤ人が支えた。初期にはレフマンとイツィヒの活躍がみられた。やがてゲルゾーン・フォン・ブライヒレーダーが台頭した。これら民族は、プロイセン産業の発達に大きく活躍した。なお、フランス人はルイ14世治下でフォンテーヌブローの勅令により迫害されたユグノーが主体であり、ポツダム勅令で保護され定住した。ナポレオンによるロシア遠征の失敗後、生き残った「大陸軍」の将兵の一部が東プロイセンに逃れ、同地に定住した例もある

## 文化
当時の西欧諸国は絶対王政の時代にあり、国民の自由は認められず宗教や信仰も制限されていたが、その中でプロイセンには如何なる民族、宗教、思想でも受け入れる文化があり、プロイセン国民は迫害を受けることなく生活できた。そのため、プロイセンには西欧諸国の圧力からの解放を求める多くの移民（フランスのユグノーなど）が流入し、多くの民族が居住するようになった。しかし、ドイツ統一が近付くと、宰相ビスマルクはオーストリアと対立するためにナショナリズムを利用し、王国内ではこれまでの自由な文化と伝統が薄れていった。その後、文化を失ったプロイセンは国家としての意識も失い、ドイツ統一後のプロイセン衰退に繋がった。

### 宗教

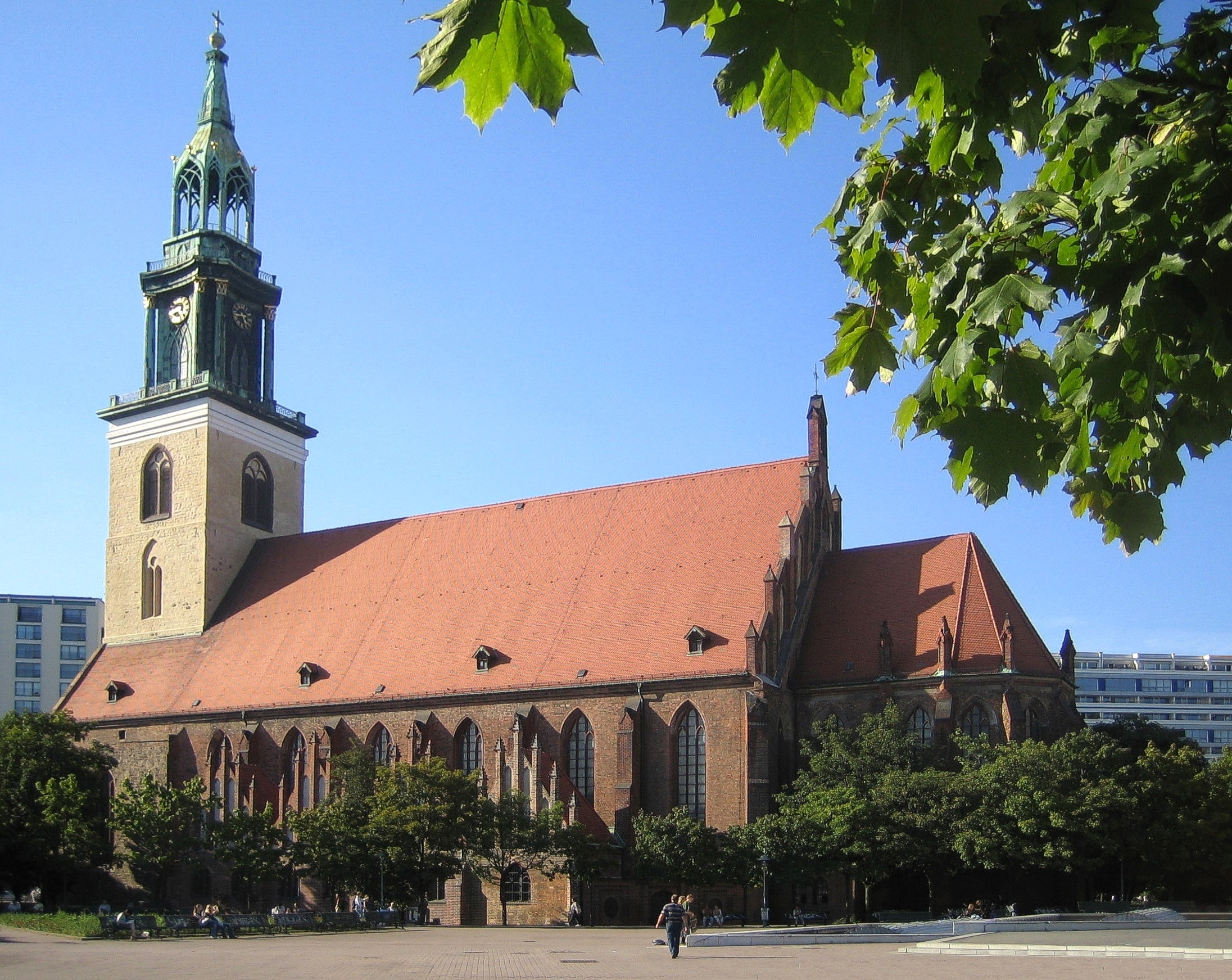
ベルリン聖マリーエン教会

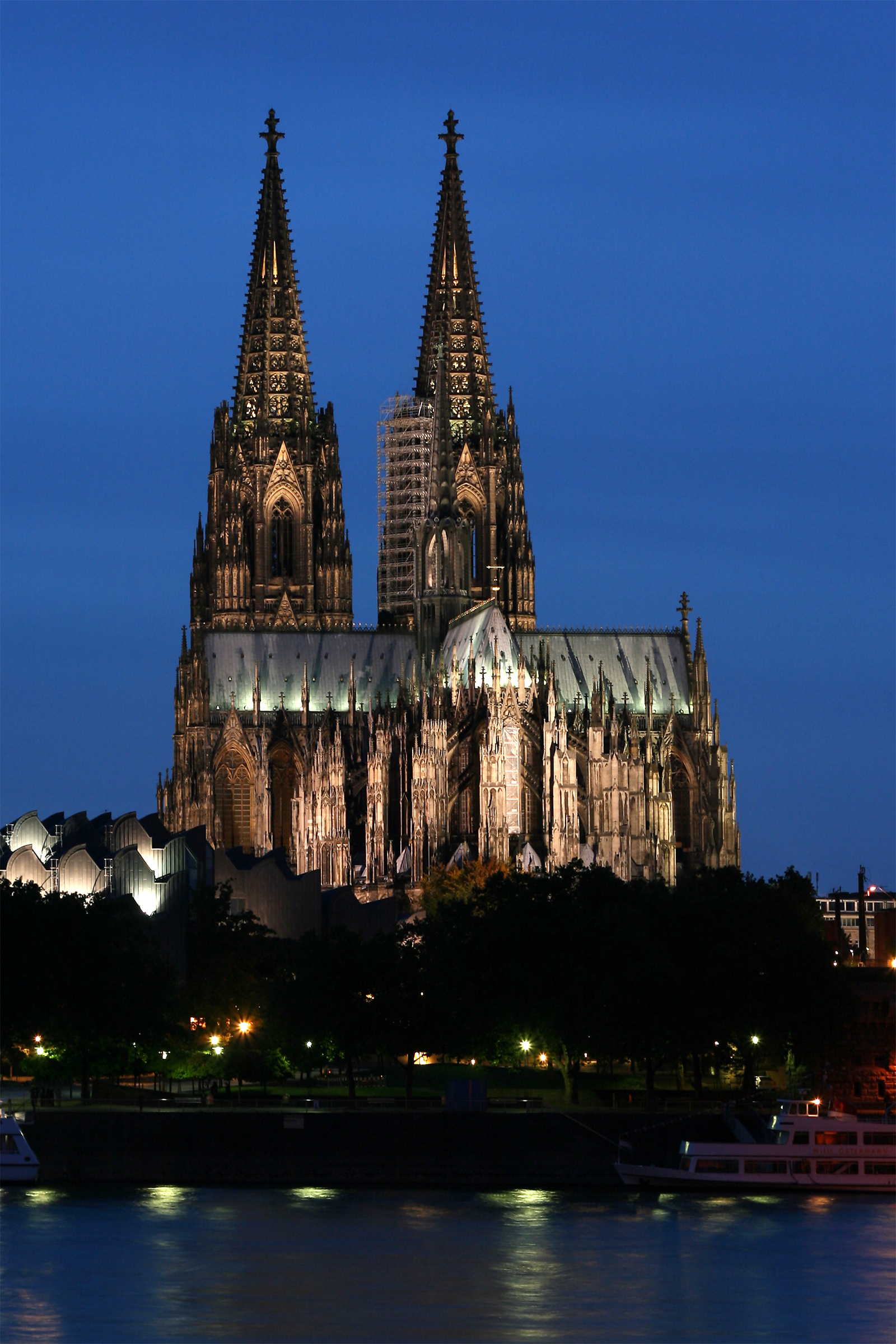
ケルン大聖堂

プロイセン地方には10世紀にキリスト教が伝えられたが、プロイセンがキリスト教化されたのは14世紀頃とされる。その後、プロイセン王国が滅亡して現在に至るまで、プロイセン地域ではキリスト教が信仰され続けた。なお、プロイセン王国の国家宗教はプロテスタント（ルター派）であり、この点が周辺国との戦争（七年戦争等）や、1871年以降のカトリック教会への抑圧政策（文化闘争）の背景の一つになった。1613年、ブランデンブルク選帝侯 ヨーハン・ジギスムントはルター派教会から改革派教会に改宗した。しかし、選帝侯は改革派への改宗をブランデンブルクの領民には求めず、大半の住民はルター派にとどまった。このためブランデンブルク選帝侯領において領邦君主と領民の宗派が異なるという状況が生れた。1555年に成された決議アウクスブルクの和議において領邦君主の宗教選択権が保証され、領邦君主と領民の教派の統一がおこなわれていた。改宗後の ヨーハン・ジギスムントの宗教政策はこの決議から逸脱するものであった。
1817年、フリードリヒ・ヴィルヘルム3世の指示によって、プロイセン福音主義教会と呼ばれた合同教会が設立された。合同教会と言っても大部分はルター派教会であったが、ラインラント州のデュースブルク、ヴッパータール周辺では改革派教会が固まって存在しており、ベルリンにはユグノーの伝統を守るフランス改革派教会が少数派として存在していた。1840年、フリードリヒ・ヴィルヘルム4世が即位すると、教会合同を拒否していた古ルター派への弾圧が止められ、1845年には古ルター派のプロイセン福音ルター派教会も国家から許可された上で設立された。この古ルター派教会は領邦教会ではなく、教会塔の建設と鐘を鳴らすことを禁じられていたがプロイセン全土で活動を始めた。領邦教会ではないこの古ルター派教会との違いを明瞭にするために、プロイセン福音主義教会は1845年からプロイセン福音主義領邦教会という名称に変更している。しかし、プロイセンはプロテスタントだけの国ではない。前述のようにプロイセンにおいて国民はどんな宗教を信仰しても迫害されない自由が確立されていたため、カトリックやユダヤ教を信仰する国民も少なからずいた。

1842年、ゴシック建築を代表するケルン大聖堂の建設再開を祝う式典に、フリードリヒ・ヴィルヘルム4世はプロイセン国王として臨席した。なお、王は即位した1840年に、大聖堂を建設するための公法人であるケルン大聖堂中央建築協会の設立を許可していた。王自身、ドイツ統一の重要なシンボルとして大聖堂建設再開祝祭を歓迎し、ケルン大司教と共に建築再開のための礎石を据えた。ケルン大聖堂の建設再開はケルン大司教だけの決定ではなく、福音主義信仰を持つプロイセン王による巨額の財政支援によって可能になったのである。したがって、このケルン大聖堂の建築再開はプロイセン王国の威信を高めるための国家的事業であった。

### 学問
イマヌエル・カントやフリードリヒ・ニーチェなど、著名な哲学者もこの時代に生きていた。

## 関連人物
- グスタフ・アドルフ (ゴッター伯)
- ハインリヒ・フリードリヒ・フォン・シュタイン
- アウグスト・フォン・グナイゼナウ
- ゲルハルト・フォン・シャルンホルスト